# Tour de France 2005/13. Etappe
Die 13. Etappe der Tour de France 2005 führte von Miramas nach Montpellier und war 173,5 Kilometer lang. Das Streckenprofil war weitgehend flach und wies keine besonderen Schwierigkeiten auf. Probleme bereitete die Hitze: Bei Kilometer 80 musste die Straße auf Anweisung der Rennleitung bewässert werden, um das Schmelzen des Asphalts zu verhindern.
Nach 17 Kilometern setzte sich eine Gruppe von fünf Fahrern vom Feld ab; zu dieser Gruppe gehörten Christopher Horner, Juan Antonio Flecha, Thomas Voeckler, Carlos Da Cruz und Ludovic Turpin. Rund zwanzig Kilometer später wies die Gruppe einen Maximalvorsprung von 8:50 Minuten auf. Etwa bei Rennhälfte begann das Feld unter Führung der Mannschaft Davitamon-Lotto den Rückstand kontinuierlich wettzumachen.
Sieben Kilometer vor dem Ziel wurden vier der fünf Ausreißer vom Feld eingeholt. Chris Horner setzte die Flucht fort und wurde dabei von Sylvain Chavanel unterstützt, der aus dem Feld heraus zu ihm aufgeschlossen hatte. Letztendlich hatten die beiden keine Chance; 150 Meter vor dem Zielstrich wurden sie von den herannahenden Sprintspezialisten ein- und überholt. Den Spurt um den Etappensieg entschied der Australier Robbie McEwen für sich, vor seinem Landsmann Stuart O’Grady. Horner wurde noch Zehnter.
Wie schon am Vortag gab es erneut einen prominenten Ausfall. Alejandro Valverde, Etappensieger in Courchevel und bester Teilnehmer unter 25 Jahren, stieg nach 76 Kilometern vom Rad und gab das Rennen auf. Seit dem Mannschaftszeitfahren vom 5. Juli klagte er über Knieprobleme, die sich mit der Zeit verschlimmert hatten. Aus diesem Grund trug am Tag darauf der Ukrainer Jaroslaw Popowytsch das weiße Trikot.

## Zwischensprints
1. Zwischensprint in Maussane-les-Alpilles (22 km)
| Erster  | Thomas Voeckler, 6 P. und 6 s |
| Zweiter | Carlos Da Cruz, 4 P. und 4 s  |
| Dritter | Ludovic Turpin, 2 P. und 2 s  |

2. Zwischensprint in Moussac (96 km)
| Erster  | Juan Antonio Flecha, 6 P. und 6 s |
| Zweiter | Carlos Da Cruz, 4 P. und 4 s      |
| Dritter | Christopher Horner, 2 P. und 2 s  |

## Bergwertungen
Col de la Vayède Kategorie 4 (26,5 km)
| Erster  | Christopher Horner, 3 P. |
| Zweiter | Carlos Da Cruz, 2 P.     |
| Dritter | Ludovic Turpin, 1 P.     |